# Aprismo

Bandera de la Alianza Popular Revolucionaria Americana (APRA). En el centro, resalta la estrella de cinco puntas que representa los cinco puntos del APRA. Según Carlos Roca, la utilización del símbolo de la estrella por Víctor Raúl Haya de la Torre, presumiblemente se debió en parte a la influencia que ejerció su visita a la Unión Soviética en 1924, específicamente a la estrella roja, que era el símbolo de los partidos socialistas

El aprismo (de las siglas APRA) es la ideología política asociada al pensamiento del peruano Víctor Raúl Haya de la Torre y al movimiento político continental denominado «Alianza Popular Revolucionaria Americana» (APRA), liderado también por Haya. Se trata de una ideología latinoamericanista, antiimperialista, anticomunista y, según algunos criterios, populista. En diversos momentos de la historia, el aprismo ha sido considerado como emparentado o clasificable dentro de corrientes políticas como el socialismo, la socialdemocracia, el marxismo, el indigenismo, el liberalismo o el conservadurismo. Actualmente, el único partido político en actividad que se autodenomina aprista es el Partido Aprista Peruano. 
Originalmente, el fin del APRA era el de formar un pensamiento auténticamente latinoamericano que funcionase como alternativa a la cosmovisión eurocentrista americana, adaptado y adaptable a su realidad espacio-temporal y como foco de lucha antiimperialista y antioligárquica en el que se uniesen en un frente único los "Trabajadores Manuales e Intelectuales", término por el cual se incluían a todas las clases sociales. Con la concepción de alcanzar “la emancipación mental indoamericana de los moldes y dictados europeos”, Haya de la Torre quiso que el aprismo fuera, como doctrina política, una línea de interpretación histórica del proceso latinoamericano, capaz de descubrir las leyes de su desenvolvimiento social, que comienza en la antigüedad y culmina en la era del proletariado. 

Variante de la estrella roja y blanca del aprismo

## Historia del aprismo y su formación

### Fundación política y Programa Máximo

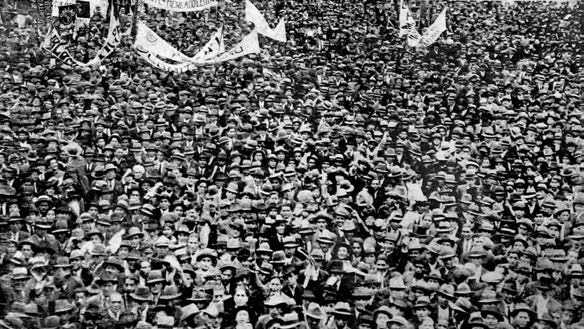
Apristas en la Plaza de Acho durante las elecciones generales de Perú de 1931 en donde postulaba Haya de la Torre.

El nacimiento del aprismo nace como tal el 7 de mayo de 1924, día en el cual Haya de la Torre, cercano colaborador del político y educador mexicano José Vasconcelos, entrega al presidente de la Federación de Estudiantes de México la bandera Indoamericana, siendo este acto considerado como la fundación oficial del APRA.
Haya de la Torre, influenciado luego de sus visitas al México posrevolucionario y a la naciente Unión Soviética, la cual fue producto de la revolución bolchevique de 1917, realiza la formulación de sus principios que están en un artículo publicado en un número de la revista inglesa Labour Monthly, intitulado  "What is the A.P.R.A." (en inglés), de diciembre de 1926, donde se presentan los 5 puntos del APRA para la creación de un frente único latinoamericano (o Indoamericano según Haya de la Torre):
1. Lucha contra el Imperialismo.
2. Búsqueda de la unidad política en América Latina.
3. Nacionalización de tierras e industrias.
4. Internacionalización del Canal de Panamá.
5. Solidaridad con todos los pueblos y clases oprimidas del mundo.

El sandinismo, corriente política nicaragüense de izquierda nacionalista y antiimperialista, tomaría al aprismo como parte de su influencia ideológica, tomando a los 5 puntos del APRA como parte de su ideario.

#### ¿Por qué «Indoamérica»?
Según Haya de la Torre, la idea de llamarle Indoamérica al espacio que comprende desde el Río Bravo (en el norte de México) hasta la Tierra del Fuego (al sur de Chile y Argentina), surge como la modernización del término por el que anteriormente se le conocía a esta parte del continente, Indias Occidentales. A los españoles (y europeos en general), que eran habitantes de Hispanoamérica, se les conocía como «indianos»; y a los habitantes originarios sin cruce con extranjeros se les conocía con el apelativo de «indios». Por lo tanto, y como forma de incorporar en el nuevo término a los indios, indianos, y a los habitantes de las West Indies, se forma el calificativo de indoamericano para todos ellos, pertenecientes a lo que José Vasconcelos denominó «la raza cósmica».

#### Antiimperialismo aprista

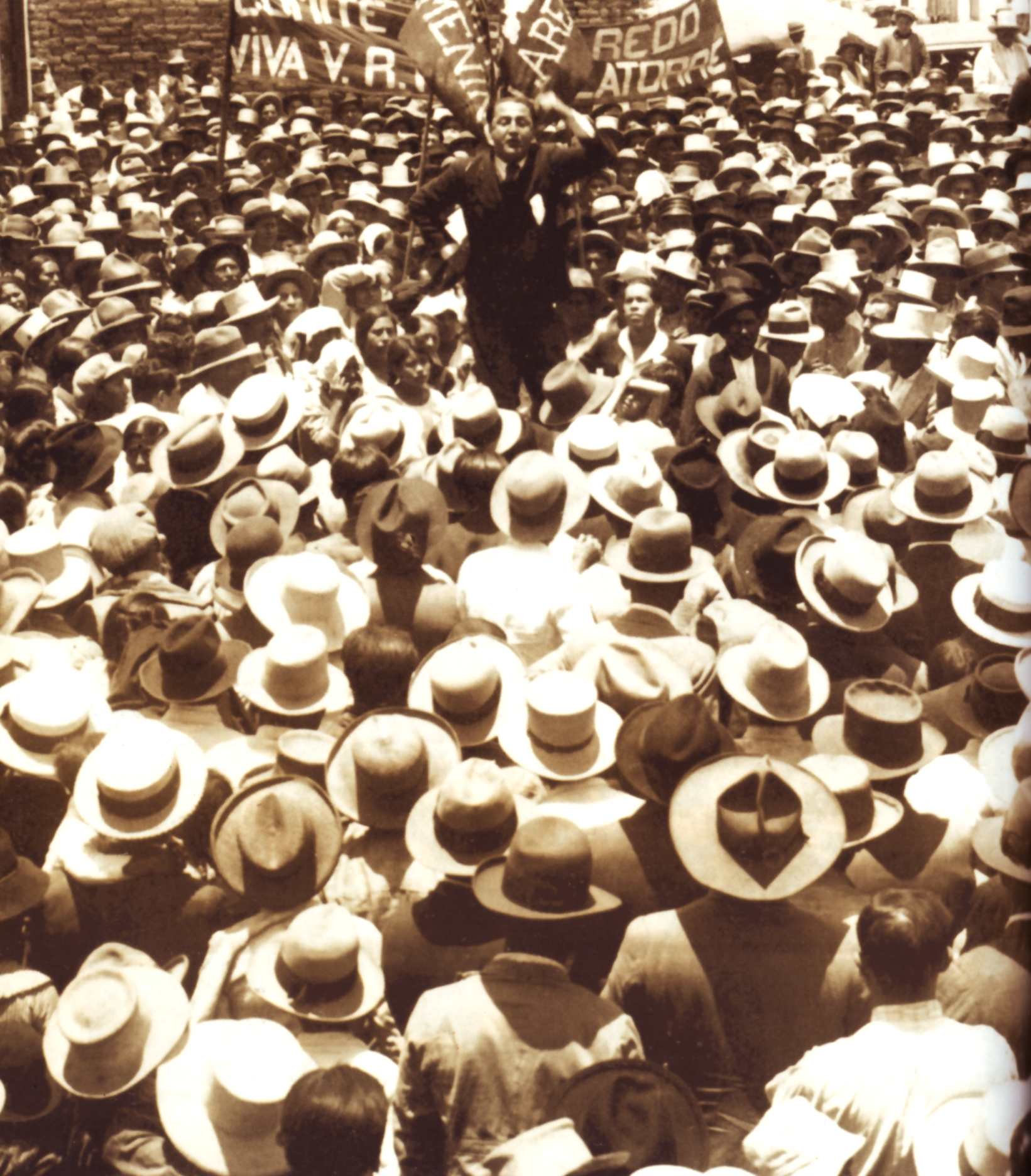
Víctor Raúl Haya de la Torre hablando a los campesinos de La Libertad, 1931.

El antiimperialismo aprista se diferencia del comunista en que este último, según los apristas, pretende establecer otro imperialismo rival, y en que no se trata de un sentimiento racista o nacionalista contra el pueblo de los EE. UU. o alguna otra potencia capitalista. Es un movimiento de negación del imperialismo, pero no a base de demagogia. En El Antiimperialismo y el APRA —escrito en México en 1928 por Haya de la Torre, libro esencial donde se expone integralmente la doctrina aprista—, el fundador del aprismo dice: «Y el antiimperialismo es ante todo un gran impulso constructivo».
Los teóricos del aprismo dicen: la única forma de resistir al imperialismo, de resolver el problema de desequilibrio económico que determina una grande y compacta unidad económica, frente a 20 países débiles, es la unidad de éstos. El aprismo es, en este punto, radical: no hay antiimperialismo sin unionismo, no se puede ser antiimperialista si no se es unionista. El antiimperialismo no es queja, protesta o clamor. Es movimiento político unitario de todos los pueblos de Indoamérica. Los chauvinistas, los jingoísmos, los divisionismos de cualquier orden —desde los intelectuales hasta los populistas— son aliados del imperialismo. Esto no se debe a que los Estados Unidos sean malos o buenos, o tengan en su gobierno a gente mala o buena, sino a un fenómeno económico comparado al físico— «si la presión es más fuerte que la resistencia, no hay equilibrio».
De modo que el antiimperialismo aprista solo tiene una expresión concreta posible: la unidad económica y política de Indoamérica. El aprismo se sitúa en un plano de escueto realismo cuando dice que hacer del antiimperialismo una mera propaganda o tema de retórica o demagogia, es hacerle el juego al imperialismo. O hacerle el juego al imperialismo comunista que no necesita otro tipo de antiimperialismo en estos países, y que —como otro— no puede ver con simpatía el movimiento de unificación indoamericana.

## Ideario aprista

### Espacio-Tiempo Histórico

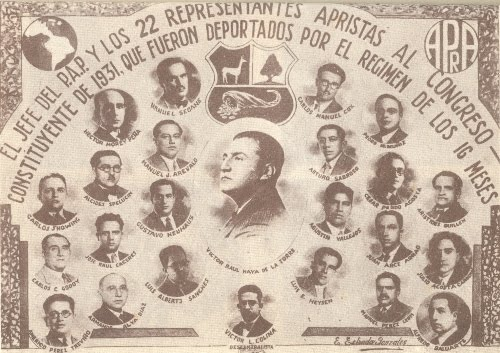
Una publicación en favor de figuras apristas relevantes que participan del Congreso Constituyente de 1931, víctimas de la represión del gobierno del presidente Luis Miguel Sánchez Cerro.

La base filosófica del aprismo es, sin duda, la tesis de su fundador: Espacio-Tiempo Histórico. El fundamento de esta es la filosofía dialéctica y una concepción económica y relativista de la Historia. Como explicación a lo que intenta demostrar con ella, Haya de la Torre, en su libro homónimo, dice

“Quien quiera entender lo que es el aprismo en su línea fundamental de interpretación histórica de la realidad indoamericana, habrá de recordar la importancia fundamental que tiene en nuestra ideología, la ubicación del observador con respecto a los fenómenos observados. Esta aplicación a la Filosofía de la Historia de los principios científicos del Relativismo moderno, me llevaron a enunciar —hace ya algunos años— la tesis del Espacio-Tiempo Histórico."

Esto quiere decir, en términos prácticos, que los problemas sociales, políticos y económicos de un pueblo o continente (en este caso, el de Europa), son diferentes a la de otro (Latinoamérica); por lo que, en consecuencia, las soluciones deben ser también diferentes.
Por lo tanto, la teoría aprista sugiere que la evolución histórica de Europa es la culminación de un desarrollo procesional —que Hegel llama “devenir”— y que permitió la interpretación dialéctica hegeliana, cuyo método adoptó Karl Marx para su determinismo histórico. El aprismo sostiene que tanto la concepción hegeliana, como la concepción marxista de la Historia, provienen de condiciones objetivas europeas extrañas a las de América Latina. 
Para los historicistas europeos “la historia universal va de Oriente a Occidente: Europa es absolutamente el término de la historia universal, Asia es el principio”. Y Marx declara en el prólogo de la primera edición de El Capital que: 

“El físico ya observa el fenómeno físico donde él ocurre en su más típica forma y en su forma más libre de influencias perturbadoras, o condiciones que aseguren la ocurrencia del fenómeno en su normalidad. En este trabajo yo he tenido que examinar el modo de producción y cambios correspondientes a ese modo. Hasta el tiempo presente su clásico suelo es Inglaterra. Esa es la razón por qué Inglaterra es usada como la ilustración fundamental en el desarrollo de mis ideas teóricas”.

De esto el aprismo dedujo, que aquellas realidades alemanas o inglesas que determinaron las concepciones filosóficas e históricas citadas, son diferentes de las americanas. “La aplicación de tales concepciones solo puede ser relativa al Espacio y al Tiempo americanos”. Coincidiendo con este planteamiento, Arnold J. Toynbee dice, en su obra Estudio de la Historia, que:

“En cualquier edad de una sociedad cualquiera el estudio de la Historia, como otras actividades sociales, está gobernado por las tendencias dominantes del tiempo y el lugar”.

Y agrega que no es la humanidad como un todo, sino las sociedades las que constituyen el “campo inteligible del estudio de la Historia”. Concuerda, pues, con la concepción relativista einsteniana de la Historia.

### El aprismo y el marxismo
Si bien las bases iniciales del aprismo fueron y son marxistas, este cree que el marxismo como sistema filosófico, como una "concepción del mundo" según Plejánov, no es excepción del devenir, del proceso universal de contradicciones "inherente y consubstancial a todas las cosas". Para Haya de la Torre, como el marxismo negó al hegelianismo por continuidad dialéctica, ahora era el aprismo quien negaba al marxismo por las mismas razones. En su libro Enfoque aprista del Imperialismo, Antiimperialismo y Marxismo dice:

“El aprismo, desde su enunciación hace 30 años, declaró su negación del marxismo dogmático, ortodoxo, inconmovible. Y afirmó nítida y reiteradamente que adoptaba la dialéctica marxista como un hilo de Ariadna en el laberinto de teorías contradictorias y confusionistas que pululaban desde Europa. Hilo, pero no brida; andadera, pero no traba, el marxismo fue adoptado por nosotros en su móvil elasticidad filosófica como una doctrina que —al igual que todo en la naturaleza y en la historia— debe ser negado y superado por nuevas concepciones. En ese sentido, y preferentemente por el carácter de su dialéctica, el aprismo ha sido y es marxista: para negar dialécticamente al marxismo; para recusarlo y superarlo. Porque desde su iniciación, el aprismo nació esgrimiendo tal negación… porque rechazó la idea de partidos o dictaduras clasistas y reconoció en el Imperialismo, la primera y no la última etapa del capitalismo en los países semicoloniales. Es decir, no aceptó jamás al marxismo como un dogma”.

Por lo que para el aprismo, el marxismo debe pasar, ser negado y superado por otra nueva verdad científica-filosófica. Es por ello que la "revolución proletaria" y la "abolición de las clases" como fin de la lucha de clases propuestas por Marx y Engels, puede ser superada por la revolución científica, creyendo entonces que la verdadera y profunda transformación económica y social viene como consecuencia de la nueva ciencia y la nueva técnica. Es por ello que el aprismo se apoya en las siguientes proposiciones:
1. La esencia dialéctica de la filosofía marxista consiste en que no hay verdades científicas eternas; todas pasan, son negadas y mueren (Engels sobre Feuerbach). El aprismo sostiene que esta ley universal que Hegel recoge de Heráclito, y Marx de Hegel, se cumple con el marxismo. También debe pasar, debe ser negado y superado por otra nueva verdad científica-filosófica.
2. Las concepciones científicas del siglo XIX —sustento del marxismo— han sido negadas y superadas: la materia, la energía, el movimiento, el Espacio y el Tiempo. El materialismo marxista, su concepción del mundo físico y sus aplicaciones de él a la sociedad y a la Historia, han perdido gran parte de sus bases, y sus mismas tesis económicas en la realidad americana, sólo se han cumplido en parte.
3. El marxismo, como todas las grandes concepciones filosóficas y científicas, significa una aportación a la cultura y a los problemas sociológicos y económico-políticos, pero no una solución: ellos están limitados por el ámbito espacio-temporal europeo en que fueron concebidos.
4. La profecía de la “revolución proletaria” y de una “sociedad sin clases” como fin de la lucha de clases, puede ser superada por la revolución científica. La transformación más profunda del mundo social y económico viene como consecuencia de la nueva ciencia y la nueva técnica.

### El aprismo, el capitalismo y el comunismo
En el caso del capitalismo y el comunismo, el aprismo plantea su negación dialéctica. Niega al capitalismo porque cree que no ha cumplido con implantar en el mundo la libertad económica y la satisfacción de las necesidades en la democracia política. Como sistema ha fracasado, a pesar de sus grandes aportaciones al progreso. 
El capitalismo, dice, produjo al comunismo, que es su más auténtica creación. Ambos son productos sociales del Espacio-Tiempo Histórico europeo. Es un resultado típico de la evolución social de Europa. La concepción dictatorial, de negación de la libertad que pregona el comunismo, tuvo la oportunidad de, coincidentemente, haberse insertado en la psicología rusa en su periodo soviético, pueblo sin experiencia ninguna de democracia y libertad. 
Por eso, en el caso de la extinta Unión Soviética, la doctrina marxista se aplicaba, modificaba y se adaptaba de acuerdo con la realidad intransferible de su Espacio-Tiempo Histórico dado, que a pesar de ser europeo es también asiático. De ahí el nombre de marxismo-leninismo-stalinismo. “El pan sin libertad”, síntesis de la praxis político-económica comunista, sería la respuesta al lema demo-liberal de la Europa de Occidente: “Libertad sin pan”. Pero ni el comunismo ha logrado resolver el problema del “pan”, ni el capitalismo demo-liberal ha llegado a resolver el problema de la “libertad”. El comunismo promete la justicia que el capitalismo no cumplió con instaurar, pero al precio de una dictadura sin término. Y aunque el capitalismo al haberse desplazado a Norteamérica se remozó en su nuevo Espacio-Tiempo y pareció capaz de cumplir la misión histórica de realizar la justicia y organizar la democracia, es evidente que también ha fracasado. 

### Pueblo Continente
De acuerdo a la tesis del Espacio-Tiempo Histórico, el mundo está dividido en “Pueblos Continentes”, combinación de términos usados por primera vez por el filósofo aprista Antenor Orrego en un libro medular que, precisamente, lleva ese título.
El concepto “Pueblo Continente” no coincide con el significado geográfico que tiene la palabra continente, porque dentro de uno pueden existir dos o más “Pueblos Continentes” (por ejemplo, China e India en Asia), o que un “Pueblo Continente” puede comprender dos continentes geográficos (lo que fue la Unión Soviética), o un “Pueblo Continente” puede coincidir con sus aislantes delimitaciones físicas del continente geográfico (Australia).

La bandera indoamericana que representaría la unión de América Latina en un solo "Pueblo Continente".

Teniendo presente estos planteamientos, el aprismo considera en nuestro mundo contemporáneo los siguientes “Pueblos Continentes”: China e India en Asia; lo que fue la Unión Soviética (hoy la Federación Rusa y sus exrepúblicas), comprendiendo parte de Europa y parte del Asia; Europa Occidental (hoy en día reunidos en lo que es la Unión Europea); el mundo árabe, abarcando Asia Menor y el norte de África; Australia, en Oceanía; los Estados Unidos (incluyendo Alaska) y Canadá en América del Norte, e Indoamérica desde el Río Bravo hasta la Patagonia, inclusive las Antillas.
Un “Pueblo Continente” surge en un Espacio-Tiempo Histórico determinado por la conciencia histórica de los pueblos. Según Haya de la Torre:

“Para que un Espacio-Tiempo Histórico devenga determinado en la dialéctica de la Historia, debe existir no solo como escenario geográfico y pueblo que lo habite; no solo como Continente y contenido histórico en movimiento, sino como plena función vital de su conciencia social del acontecer de la Historia. En otras palabras, como la capacidad psicológica de un grupo social para realizar su historia y para interpretarla desde su propia realidad”.
Haya de la Torre

De ahí que un “Pueblo Continente” se forma y delimita por la conciencia progresiva que del Espacio y del Tiempo, inseparables, van adquiriendo de los pueblos.

## Agrupaciones políticas apristas
Originalmente, el aprismo tuvo como uno de sus principales objetivos la formación de distintas agrupaciones políticas "apristas" a lo largo del continente latinoamericano. Sin embargo, ello se vio frustrado con la derrota de Víctor Raúl Haya de la Torre en las elecciones peruanas de 1931 y la consecuente persecución gubernamental que obligó a sus principales líderes a exiliarse y ocultarse, lo que históricamente denominan como "la gran clandestinidad". A pesar de ello, tuvo una gran influencia en distintos partidos políticos, tanto autodenominados apristas u otros nombres con los cuales se desarrollaron en sus respectivos países.

### Partido Aprista Peruano (PAP)

Logo del Partido Aprista Peruano (APRA)

Es un partido político fundado el 30 de septiembre de 1930 por personajes ligados al movimiento continental (APRA) instalados en Perú. Es el único partido cuya ideología oficial sigue siendo el aprismo y es, al mismo tiempo, considerado como uno de los más antiguos de Latinoamérica. De igual forma, se encuentra entre los partidos políticos peruanos en actividad más longevo. Se caracteriza por haber sido despojado de victorias electorales gracias a golpes militares o fraudes luego de haber triunfado en las urnas. También pasó por dos largos periodos de ilegalidad y de existencia en la clandestinidad. Estos se produjeron tanto bajo gobiernos militares como civiles. El partido, su líder y sus militantes fueron perseguidos por Luis Miguel Sánchez Cerro, Óscar R. Benavides, Manuel Prado Ugarteche y Manuel A. Odría, respectivamente. El Partido Aprista Peruano llegó finalmente al poder democráticamente en dos oportunidades: en 1985 y en 2006, ambas bajo la candidatura de Alan García después de muerto Haya de la Torre.
En 2021, el APRA perdió su inscripción ante el Jurado Nacional de Elecciones tras no participar en las elecciones de ese año por discrepancias internas.

### Partido Aprista Costarricense (PAC)
Fue un partido político fundado en 1928 luego de la visita de Haya de la Torre a Costa Rica. El mismo formaba parte de la Liga Antiimperialista que en aquel momento se solidarizaba estrechamente con las luchas sociales contra la intervención extranjera como la de César Sandino en Nicaragua y la de Farabundo Martí en El Salvador. A ella pertenecieron distintos personajes como Carmen Lyra, Luisa González, Gonzalo González, Rómulo Betancourt y Joaquín García Monge.
El partido tendría una corta duración, disolviéndose en los años 1930.

### Movimiento de Izquierda Revolucionaria (MIR)

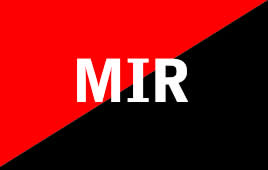
Logo del Movimiento de Izquierda Revolucionaria (MIR)

Fue un movimiento guerrillero surgido en los años 1960 fundado por el exmilitante aprista Luis de la Puente Uceda, e inspirada en la Revolución cubana de 1959. Durante la década de 1950, luego de que el Partido Aprista Peruano pactara con la derecha conservadora con el fin de llegar al poder para concluir el periodo de persecución política en su contra, muchos de sus militantes (caracterizados por tener una visión más contestataria) renunciaron en masa a la organización. Es así que una facción dirigida por De la Puente Uceda decide fundar su propio grupo denominado el APRA Rebelde, tomando como base las ideas originales del aprismo de los años 1920. Posteriormente, en 1962, el grupo se aleja de las ideas apristas para acercarse al marxismo-leninismo; de esta manera, cambia su nombre a Movimiento de Izquierda Revolucionaria (MIR) e inicia actividades guerrilleras contra el Estado en 1965, durante el primer gobierno de Fernando Belaúnde Terry. Sin embargo, el grupo acabaría derrotado y aniquilado por miembros de la fuerza policial; De la Puente Uceda murió durante el enfrentamiento.

### Movimiento de Bases Hayistas (MBH)

Logo del Movimiento de Bases Hayistas (MBH)

Fue un partido político, escindido del Partido Aprista Peruano, fundado en 1981 por Andrés Townsend Ezcurra. Luego de la muerte de Haya de la Torre, se inició un corto conflicto entre dirigentes apristas, principalmente entre Armando Villanueva (representante de la facción populista de centroizquierda del partido) y Andrés Townsend (miembro del sector de derecha conservadora del mismo), con el fin de designar al nuevo líder de la organización. Villanueva salió victorioso con el apoyo del entonces joven político Alan García, por lo que Townsend se aleja del PAP y, junto con Francisco Diez Canseco Távara, decide fundar un nuevo partido: el Movimiento de Bases Hayistas. Este tomó como base la evolución ideológica del aprismo que desarrolló Haya de la Torre con el paso de los años hasta su muerte, y que resultó en una posición moderada de sus ideales originales.
El partido, luego de una corta participación electoral con bajos índices de apoyo en las presidenciales de 1985 y 1990 & en las municipales de 1983 y 1989, se disuelve de facto en 1993.[cita requerida]